# Roztocze Etiopii
Roztocze Etiopii (akarofauna Etiopii) – ogół taksonów roztoczy, których występowanie wykazano z terenu Etiopii.

## Kleszcze (Ixodida)
Etiopskie kleszcze reprezentują:
- rodzina: Amblyommidae
  - Amblyomma cohaerens Dön.
  - Amblyomma gemma Dön.
  - Amblyomma lepidum Dön.
  - Amblyomma nuttalli Dön.
  - Amblyomma sparsum Neum.
  - Amblyomma variegatum (Fabricius)
  - Boophilus annulatus (Say)
  - Boophilus decoloratus (Koch)
  - Haemaphysalis aciculifer Warb.
  - Haemaphysalis leachii (Aud.)
  - Haemaphysalis parmata Neum.
  - Haemaphysalis spinulosa Neum.
  - Hyalomma anatolicum anatolicum Koch
  - Hyalomma anatolicum excavatum Koch
  - Hyalomma dromedarii Koch
  - Hyalomma erythraeum Tonelli-Rondelli
  - Hyalomma impelatum Schulze et Schlottke
  - Hyalomma marginatum marginatum Koch
  - Hyalomma marginatum rufipes Koch
  - Hyalomma marginatum turanicum Pom.
  - Hyalomma punt Hoogst., Kaiser et Pedersen
  - Hyalomma truncatum Koch
  - Rhipicephalus bergeoni[2]
  - Rhipicephalus evertsi evertsi Neum.
  - Rhipicephalus longicoxatus Neum.
  - Rhipicephalus longus Neum.
  - Rhipicephalus lunulatus Neum.
  - Rhipicephalus muhsamae Morel et Vassiliades
  - Rhipicephalus parvus Dön.
  - Rhipicephalus praetexatus[2]
  - Rhipicephalus pulchellus (Gerst.)
  - Rhipicephalus sanguineus (Latr.)
  - Rhipicephalus senegalensis Koch
  - Rhipicephalus simus Koch

- rodzina: obrzeżkowate (Argasidae)
  - Ornithodoros savignyi (Aud.)

## Żukowce (Mesostigmata)
Do wykazanych z Etiopii żukowców należą:
- rodzina: Uropodidae
  - Neodiscopoma fabiani Kontschan et Stary, 2013[3]

- rodzina: Trematuridae
  - Trichouropoda szabadi Kontschan et Stary, 2013[3]

## Trombidiformes
Etiopskie Trombidiformes reprezentują m.in.:
- rodzina: Erythraeidae
  - Abrolophus simplex Berlese, 1916[4]
  - Abrolophus penelopae Haitlinger, 2005
  - Charletonia braunsi (Oudemans, 1910)[4]
  - Charletonia brunni (Oudemans, 1910)[4]
  - Erythraeus jinkaensis Haitlinger, 2005[4]
  - Erythraeus sp.[4]
  - Leptus dalicus Haitlinger, 2005[4]
  - Leptus dinekaicus Haitlinger, 2005[4]

- rodzina: Hygrobatidae
  - Atractides contemptus (Lundblad, 1951)[5]
  - Atractides ethiopiensis Pešić et Smit, 2011[5]

- rodzina: dutkowce (Syringophilidae)
  - Picineoaulonastus pogoniulus Skoracki et al., 2014[6]

## Mechowce (Oribatida)
Do wykazanych z Etiopii mechowców należą:

### Paleosomata
- rodzina: Ctenacaridae
  - Beklemishevia demeteri Mahunka, 1984

### Enarthronota
- rodzina: Brachychthoniidae
  - Brachychthonius lineatus (Mahunka 1982)
  - Liochthonius neonominatus Subías, 2004
  - Poecilochthonius sp.
  - Sellnickochthonius foliatifer (Mahunka, 1982)

- rodzina: Lohmanniidae
  - Heptacarus notoneotrichus Piffl, 1963
  - Thamnacarus elongatus (Krivolutsky, 1971)

- rodzina: Cosmochthoniidae
  - Phyllozetes alatus Mahunka, 1982

- rodzina: Protoplophoridae
  - Bursoplophora ethiopica Mahunka, 1982

### Mixonomata
- rodzina: Euphthiracaridae
  - Acrotritia ardua (Koch, 1841)

- rodzina: Oribotritiidae
  - Indotritia paraconsimilis Niedbała et Ermilov, 2012[8]
  - Oribotritia africana Starý, 1993

- rodzina: Phthiracaridae
  - Arphthicarus ethiopicus Niedbała, 2008
  - Arphthicarus cavernus Niedbała et Ermilov, 2012[8]
  - Atropacarus multirugosus (Mahunka, 1978)
  - Hoplophthiracarus ambiguus (Niedbała, 1982)
  - Hoplophthiracarus parafrater Niedbała et Ermilov, 2012[8]
  - Phthiracarus anonymus Grandjean 1934
  - Phthiracarus neonominatus Subías, 2004
  - Plonaphacarus hamulus Niedbała, 2010
  - Plonaphacarus machadoi (Balogh, 1958)
  - Plonaphacarus rybalovi Niedbała, 2010
  - Plonaphacarus sidorchukae Niedbała, 2010
  - Steganacarus sol Balogh, 1958
  - Steganacarus vestitus Niedbała, 1983

### Desmonomata
- rodzina: Camisiidae
  - Camisia tryphosa Colloff[9]
  - Heminothrus hooki (Piffl)[9]

- rodzina: Crotoniidae
  - Crotonia rothschildi (Berlese, 1916)
  - Heminothrus glaber Mahunka, 1984

- rodzina: Nanhermanniidae
  - Nanhermannia quadridentata  Balogh, 1958

- rodzina: Malaconothridae
  - Malaconothrus ensifer Mahunka, 1982
  - Trimalaconothrus sp. 1
  - Trimalaconothrus sp. 2

- rodzina: Nothridae
  - Nothrus crassisetus Mahunka, 1982

- rodzina: Hermanniellidae
  - Hermanniella congoensis Balogh, 1958

- rodzina: Plasmobatidae
  - Plasmobates foveolatus Ermilov, Sidorchuk et Rybalov, 2011

- rodzina: Neoliodidae
  - Neoliodes sp.

- rodzina: Aleurodamaeidae
  - Aleurodamaeus africanus Mahunka, 1984

- rodzina: Licnodamaeidae
  - Pedrocortesella africana Pletzen, 1963

- rodzina: Damaeidae
  - Metabelba glabriseta Mahunka, 1982
  - Metabelba sp.

- rodzina: Compactozetidae
  - Sadocepheus sp.

- rodzina: Microtegeidae
  - Microtegeus khaustovi Ermilov, Sidorchuk et Rybalov, 2010
  - Microtegeus rugosus Mahunka, 1982

- rodzina: Microzetidae
  - Berlesezetes glaber Mahunka, 1982
  - Megazetes eckeri Mahunka, 1982

- rodzina: Basilobelbidae
  - Basilobelba aethiopica Bernini, 1988
  - Basilobelba gigantea Ermilov, Sidorchuk et Rybalov, 2011

- rodzina: Damaeolidae
  - Fosseremus lacinatus (Berelese)[9]
  - Fosseremus sculpturatus Mahunka, 1982

- rodzina: Eremulidae
  - Eremulus csuzdii Mahunka et Mahunka-Papp[9]

- rodzina: Eremobelbidae
  - Eremobelba tuberculata Mahunka, 1982

- rodzina: Heterobelbidae
  - Heterobelba spumosa Mahunka, 1983

- rodzina: Astegistidae
  - Cultroribula bicuspidata Mahunka[9]

- rodzina: Gustaviidae
  - Gustavia aethiopica Mahunka, 1982
  - Gustavia longiseta Mahunka, 1984

- rodzina: Liacaridae
  - Liacarus paratanzicus Ermilov, Rybalov et Kemal, 2011
  - Liacarus shipitsyni Ermilov, Rybalov et Kemal, 2011

- rodzina: Carabodidae
  - Austrocarabodes aethiopicus Ermilov, Sidorchuk et Rybalov, 2010
  - Austrocarabodes arboreus Ermilov, Sidorchuk et Rybalov, 2010
  - Austrocarabodes glabrus Mahunka, 1982
  - Austrocarabodes heterosetosus Ermilov, Sidorchuk et Rybalov, 2010
  - Austrocarabodes kluttzi Ermilov, Winchester et Wassie[9]
  - Austrocarabodes sinuosociliatus Mahunka, 1983
  - Carabodes dilatatus Ermilov, Sidorchuk et Rybalov, 2010
  - Congocepheus ornatus Mahunka, 1983
  - Congocepheus taurus Balogh[9]

- rodzina: Dampfiellidae
  - Beckiella opposita Mahunka, 1982
  - Dampfiella setosa Mahunka, 1984

- rodzina: Machadobelbidae
  - Machadobelba shtanchaevae Ermilov, Sidorchuk et Rybalov, 2010

- rodzina: Oppiidae
  - Afroppia brevipila (Mahunka, 1982)
  - Arcoppia arborea Ermilov, Sidorchuk et Rybalov, 2010
  - Arcoppia rugosa (Mahunka, 1973)
  - Basidoppia demeteri (Mahunka, 1982)
  - Graptoppia sp.
  - Neoamerioppia extrusa (Mahunka, 1983)
  - Neoamerioppia polygonata (Mahunka, 1982)
  - Paroppia sp.
  - Separatoppia gracilis Mahunka, 1997
  - Separatoppia horvathae Ermilov, Sidorchuk et Rybalov, 2011
  - Striatoppia breviclava (Mahunka, 1982)

- rodzina: Tetracondylidae
  - Dolicheremaeus aethiopicus Ermilov, Sidorchuk et Rybalov, 2010
  - Dolicheremaeus capillatus (Balogh, 1959)
  - Dolicheremaeus tricornutus Mahunka, 1982
  - Leptocepheus trimucronatus Balogh, 1961

- rodzina: Teratoppiidae
  - Teratoppia pectinata Balogh, 1961

- rodzina: Suctobelbidae
  - Suctobelbella spirochaeta Mahunka, 1983
  - Suctobelbella sp.

- rodzina: Tectocepheidae
  - Tectocepheus spinosus Mahunka, 1984

- rodzina: Cymbaeremaeidae
  - Scapheremaeus demeteri Mahunka, 1983

- rodzina: Eremaeozetidae
  - Mahunkaia bituberculata (Mahunka, 1983)

- rodzina: Licneremaeidae
  - Licneremaeus costulatus Mahunka, 1982

- rodzina: Micreremidae
  - Fenichelia latipilosa Mahunka, 1982
  - Micreremus florens Mahunka, 1983

- rodzina: Scutoverticidae
  - Ethiovertex macrosetosus Mahunka, 1982

- rodzina: Phenopelopidae
  - Eupelops acromios (Hermann, 1804)
  - Eupelops pocsi Mahunka[9]
  - Eupelops torulosus (Koch, 1839)

- rodzina: Achipteriidae
  - Achipteria baleensis Ermilov, Rybalov et Kemal, 2011

- rodzina: Caloppiidae
  - Zetorchella nortoni Ermilov, Sidorchuk et Rybalov, 2011

- rodzina: Drymobatidae
  - Rykella elamellata (Berlese, 1916)

- rodzina: Hemileiidae
  - Hemileius tropicus Balogh[9]
  - Tuberemaeus inornatus Pérez-Íñigo, 1981

- rodzina: Haplozetidae
  - Pilobatella lowmanae Ermilov, Winchester et Wassie[9]
  - Trachyoribates ovulum Berlese, 1908
  - Vilhenabates sp.

- rodzina: Mochlozetidae
  - Melanozetes mahunkai (Subías, 2010)
  - Unguizetes atypicus (Mahunka, 1982)[9]

- rodzina: Oribatulidae
  - Lunoribatula polygonata Mahunka, 1982

- rodzina: Scheloribatidae
  - Perscheloribates crassisetosus Ermilov, Rybalov et Franke, 2011
  - Perscheloribates luminosus (Hammer, 1961)
  - Perscheloribates minutus (Pletzen, 1965)
  - Scheloribates acutirostrum Ermilov, Rybalov et Franke, 2011
  - Scheloribates aethiopicus Mahunka, 1982
  - Scheloribates discifer Balogh, 1959
  - Scheloribates fimbriatus Thor[9]
  - Scheloribates latipes (Koch, 1844)
  - Scheloribates praeincisus (Berelese)[9]
  - Similobates demetororum Mahunka, 1982

- rodzina: Zetomotrichidae
  - Zetomotrichus lacrimans Grandjean, 1934

- rodzina: Ceratozetidae
  - Ceratozetes baleensis Ermilov, Sidorchuk et Rybalov, 2011
  - Ceratozetes problematicus Mahunka, 1982
  - Melanozetes mahunkai Subías, 2010

- rodzina: Chamobatidae
  - Ocesobates schatzi Ermilov, Sidorchuk et Rybalov, 2011

- rodzina: Humerobatidae
  - Africoribates subiasi Ermilov, Sidorchuk et Rybalov, 2011
  - Africoribates amorphus Ermilov, Sidorchuk et Rybalov, 2011
  - Humerobates africanus (Mahunka, 1984)

- rodzina: Mycobatidae
  - Allozetes africanus Balogh[9]

- rodzina: Galumnidae
  - Acrogalumna machadoi Balogh, 1960
  - Allogalumna vojnitsi Mahunka, 1993
  - Dimidiogalumna villiersensis Engelbrecht, 1972
  - Galumna flabellifera Hammer[9]
  - Galumna incisa Mahunka, 1982
  - Galumna lanceosensilla Ermilov, Sidorchuk et Rybalov, 2011
  - Leptogalumna ciliata Balogh, 1960
  - Pergalumna makarovae Ermilov, Sidorchuk et Rybalov, 2010
  - Pilizetes anufrievi Ermilov, Sidorchuk et Rybalov, 2010
  - Taeniogalumna behanae Ermilov, Sidorchuk et Rybalov, 2010
  - Trichogalumna africana Ermilov, Sidorchuk et Rybalov, 2011

- rodzina: Galumnellidae
  - Galumnella areolata Balogh[9]
  - Galumnella baleensis Ermilov, Sidorchuk et Rybalov, 2010
  - Galumnella subareolata Mahunka, 1969
  - Galumnopsis ruginervis Balogh, 1962
  - Galumnopsis giganteus Ermilov, Sidorchuk et Rybalov, 2011

## Astigmata
Do wykazanych z Etiopii Astigmata należą:
- rodzina: Cenestriniidae
  - Barbiangia elongata Khaustov, 2006[10]
  - Tamarangia ethiopica Khaustov, 2006[10]